# والتر إيمرسون باوم
والتر إيمرسون باوم (بالإنجليزية: Walter Emerson Baum)‏ هو رسام أمريكي، ولد في 14 ديسمبر 1884، وتوفي في 12 يوليو 1956.